# Johann Franz Buddeus
Johann Franz Buddeus(także: Budde, Buddaus) (ur. 25 czerwca 1667 w Anklam zm. 19 listopada 1729 w Gocie) – niemiecki filozof i ewangelicko-luterański teolog.

## Życiorys
Urodził się jako syn pastora Franza Buddeusa (1634–1705) i Kathariny z domu Balthasar (zm. 1689). W rodzinnym domu w Greifswaldzie był nauczany przez prywatnego nauczyciela, a od 1685 roku studiował w Wittenberdze. W 1687 został magistrem, w 1689 roku adiunktem tamtejszego wydziału filozoficznego.
W 1689 roku Buddeus udał się do Jeny, gdzie poświęcił się studiom historycznym. 
W 1692 nastąpiło powołanie na profesora języka greckiego i łacińskiego w gimnazjum w Coburgu.
Od 1693 roku podjął pracę na uniwersytecie w Halle jako profesor etyki. W Halle był jednym z najbardziej szanowanych profesorów na wydziale filozofii. W tym samym roku poślubił Katharinę Susanne Poßner. Chociaż w 1695 roku otrzymał licencjat tamtejszego wydziału teologii, nie otrzymał prawa do prowadzenia teologicznych wykładów. Tam też w 1705 roku doktoryzował się z teologii.
W tym samym roku został powołany na stanowisko drugiego profesora teologii na uniwersytecie w Jenie, gdzie po śmierci Foertscha w 1715 roku został pierwszym profesorem. 
W 1714 roku zmarła jego żona Katharina, z którą miał trzech synów i córkę.
W 1716 roku poślubił Elenore Magdalene Zopf, z którą miał dwóch synów.
Buddeus uchodził za umiarkowanego i uniwersalnego teologa swoich czasów. Stał pomiędzy pietyzmem a ortodoksyjnym luteranizmem i utorował drogę jako teolog okresu przejściowej teologii dla oświecenia teologicznego. Miał kontakty z czołowymi przedstawicielami pietyzmu takimi jak 
August Gottlieb Spangenberg, Philipp Jakob Spener und Nikolaus Ludwig Graf von Zinzendorf.

## Twórczość
- Elementa philosophiae practicae, 1697, 3. Aufl. 1707 (= Bd. 3 der Gesammelten Schriften)
- Dissertatio politico-moralis de metu comparationis, 1701 (mit Johann Jacob von Lüdecke)
- Introductio ad historiam philosophiae ebraeorum, Halle 1702 (Bd. 4 der Gesammelten Schriften)
- Elementa philosophiae instrumentalis, seu institutionum philosophiae eclecticae tomus primus, 1703, 9. Aufl. 1725 (= Bd. 1 der Gesammelten Schriften)
- Elementa philosophiae theoreticae, seu institutionum philosophiae eclecticae tomus secundus, 1703, 8. Aufl. 1724 (= Bd. 2 der Gesammelten Schriften)
- Analecta historiae philosophicae, 1706, 2. Aufl. 1724 (= Bd. 5 der Gesammelten Schriften)
- Institutiones theologiae moralis, 1711, 2. Aufl. 1727 (= Bd. 6 der Gesammelten Schriften)
- Historia ecclesiastica Veteris Testamenti ab orbe condito usque ad Christum natum, 2 Tle., 1715 u. 1718
- Theses theologicae de atheismo et superstitione, 1716
- Institutiones theologicae dogmaticae, 1723
- Historische und theologische Einleitung in die vornehmsten Religionsstreitigkeiten, 1724 u. 1728
- Isagoge historico-theologica ad theologiam universum singulasque eius partes, 3 Teile, 1727
- Historisch- und politische Untersuchung von der Alchemie, und was davon zu halten sey?. Felßecker, Nürnberg 1727 (Faksimile: Olms, Hildesheim 1976)
- Ecclesia apostolica sive de statu ecclesiae christianae sub apostolibus, 1729
- Compendium historiae philosophiae ebraicae, postume Ausg. 1731, mit einem Vorwort von Johann Georg Walch
- Gesammelte Schriften Reprint Hildesheim, Georg Olms, 1999-2006 (8 Bde.)